# Grizzled Young Veterans
Grizzled Young Veterans es un equipo de luchadores británicos de lucha libre profesional compuesto por James Drake y Zack Gibson quien trabaja en Deadlock Pro-Wrestling (DPW). Son conocidos por haber trabajado para la WWE en su marca NXT bajo el nombre de The Dyad.
Dentro de sus logros están el haber sido cuatro veces campeones en parejas, tres veces campeones en parejas de Progress y una vez campeones en parejas de NXT UK.
Drake y Gibson fueron el equipo que inauguró el NXT UK Tag Team Championship.

## Historia

### PROGRESS Wrestling (2017-2019)
En 2017, Gibson y James Drake formaron un equipo llamado Grizzled Young Veterans. Grizzled Young Veterans derrotó a Chris Brookes y Kid Lykos de CCK para convertirse en los campeones del equipo de Progress. Defendieron con éxito los títulos contra Aussie Open en Progress Chapter 59. En el Capítulo 61, Grizzled Young Veterans derrotó a Moustache Mountain para retener sus campeonatos. En 2018, Gibson participó del Torneo Super Strong Style 16, derrotando a Joey Janela en la primera ronda y a Pete Dunne por descalificación en los cuartos de final antes de que Kassius Ohno lo eliminara en las semifinales.

### WWE (2017–2023)
En enero de 2017, Drake participó en el Torneo del Torneo del Campeonato del Reino Unido de la WWE para coronar al Campeón inaugural del Reino Unido de la WWE, perdiendo ante Joseph Conners en la primera ronda.
Gibson fue anunciado para WWE 's WrestleMania Axxess durante WrestleMania 34 el fin de semana como parte de un WWE Reino Unido Campeonato de invitación en la que perdió a Mark Andrews en la primera ronda. En el cuarto día de Axxess, Grizzled Young Veterans retuvo sus campeonatos de Progress Tag Team por descalificación contra Heavy Machinery. Alrededor de este tiempo, Wrestling Observer reveló que Gibson había firmado un contrato de la WWE. Ambos participarían en el Torneo del Campeonato de la WWE Reino Unido con el ganador frente a Pete Dunne por el Campeonato del Reino Unido. Drake perdió ante Flash Morgan Webster en la primera ronda, pero Gibson ganó el torneo después de derrotar a Travis Banks en la final y continuaría desafiando a Dunne, la noche siguiente en un esfuerzo perdedor. 
En 2019, Moustache Mountain ( Tyler Bate y Trent Seven) en NXT UK TakeOver: Blackpool en la final de un tournmanet para convertirse en el campeón inaugural de Campeones en Parejas Reino Unido de NXT. Después de algunas defensas, habrían perdido los títulos ante Mark Andrews y Flash Morgan Webster en NXT UK TakeOver: Cardiff en un equipo de etiqueta de triple amenaza que también involucra a Gallus. El 11 de septiembre, Drake y Gibson desafiaron sin éxito a Andrews & Webster en una revancha. Tendrían otro partido por el título en NXT UK Takeover: Blackpool II contra los nuevos campeones Gallus, Andrews & Webster y Imperium en un partido de escalera donde los campeones retuvieron. 
Drake y Gibson, bajo el nombre de Grizzled Young Veterans, también compitieron en el Dusty Rhodes Tag Team Classic 2020 y derrotaron a Kushida y Alex Shelley en los cuartos de final y Campeones en Parejas de NXT The Undisputed Era en las semifinales debido a una distracción por parte de Imperium y la siguiente semana en NXT del 29 de enero, se enfrentaron a The Broserweights (Matt Riddle & Pete Dunne) en la Final del Dusty Rhodes Tag Team Classic, sin embargo perdieron. En el NXT del 19 de febrero, derrotaron a Joaquin Wilde & Raul Mendoza, la siguiente semana en NXT, derrotaron a The Forgotten Sons (Steve Cutler & Wesley Blake).
Hicieron su regreso en el NXT emitido el 25 de noviembre, atacando a Ever-Rise (Chase Parker & Matt Martel) en el ring. 
A principios de 2021, participando por segunda vez en el Dusty Rhodes Tag Team Classic, derrotando a Ever-Rise (Chase Parker & Matt Martel) en la primera ronda en el NXT avanzando a los cuartos de final, donde derrotaron a KUSHIDA & Leon Ruff avanzando a la Semifinal del torneo, donde derrotaron a Tommaso Ciampa & Timothy Thatcher avanzando a la Final del Dusty Rhodes Tag Team Classic. En NXT TakeOver: Vengence Day, se enfrentaron a MSK (Nash Carter & Wes Lee) en la Final del Dusty Rhodes Tag Team Classic, sin embargo perdieron.
En el NXT 2.0 emitido el 5 de octubre, se enfrentaron a MSK (Nash Carter & Wes Lee), Josh Briggs & Brooke Jensen y a Caramelo Hayes & Trick Williams en un Fatal-4 Way Tag Team Elimination Match por los Campeonatos en Parejas de NXT, sin embargo fueron los eliminados por Briggs & Jensen, la siguiente semana en NXT 2.0, fueron derrotados por Tommaso Ciampa & Bron Breakker.
Después de meses de ausencia, Gibson y Drake reaparecieron como los misteriosos acompañantes de Joe Gacy, quienes ya eran conocidos como The Dyad, donde ya eran conocidos como Rip Fowler y Jagger Reed respectivamente, donde ambos lucían sin barba y bigote y con heterocromía.
En la edición del 12 de septiembre de NXT, Gacy confirmó que Fowler y Reid ya no eran miembros de Schism en una viñeta pregrabada. El 14 de septiembre, Reid y Fowler abandonaron la WWE después de que expiraran sus contratos.

### Circuito independiente (2023-presente)
El 14 de octubre de 2023, tanto Drake como Gibson anunciaron que aceptarían reservas independientes. Al día siguiente, hicieron su primera aparición independiente desde su lanzamiento en el evento Live 3 de Deadlock Pro-Wrestling, donde respondieron a un desafío abierto establecido por los campeones en parejas de DPW, The Workhorsemen.
En Revolution Pro Wrestling Debuts in Spain, derrotaron a Barcelona Blacklist (Joey Torres y Sito Sanchez).
En los espectáculos RevPro en colaboración con CMLL llamado FantasticaMania: UK Show, durante el show 1, junto a Luke Jacobs derrotaron a Futuro, Máscara Dorada & Neon. A la noche siguiente en el show 2 de RevPro×CMLL FantásticaMania: UK Show, derrotaron a Atlantis & Atlantis Jr. reteniendo los Campeonatos en Parejas Británicos Indiscutidos de RevPro.

## Campeonatos y logros
- FutureShock Wrestling
  - FSW Tag Team Championship (1 vez)[7]
- Progress Wrestling
  - Progress Tag Team Championship (3 veces)[8]

- Pro Wrestling Chaos
  - King Of Chaos Championship (1 vez) - Drake

- The Wrestling Revolver
  - PWR Tag Team Championship (1 vez)

- Revolution Pro Wrestling
  - Undisputed British Tag Team Championship (1 vez)

- WWE
  - NXT UK Tag Team Championship (1 vez e inaugurales)[9]
  - NXT UK Tag Team Championship Tournament (2019)
  - United Kingdom Championship Tournament (2018) – Gibson

- Pro Wrestling Illustrated
  - PWI clasificó a Drake #205 entre los 500 mejores luchadores individuales en el PWI 500 en 2019[10]
  - PWI clasificó a Gibson #207 entre los 500 mejores luchadores individuales en el PWI 500 en 2019[10]

## En lucha
- Movimientos finales en equipo
  - Ticket to Mayhem (Inverted belly-to-belly hold (Drake) transicionado a double knee facebreaker (Gibson))